# Bartha Miklós Társaság
A Bartha Miklós Társaság egy aránylag rövid élettartamú, eredetileg elsősorban értelmiségi fiatalokat tömöríteni szándékozó, de igen hamar eljelentéktelenülő közéleti szerveződés volt az 1920-as évek Magyarországán. Neve Bartha Miklós erdélyi politikus-publicista emlékét őrzi.

## Megalakítása
A Bartha Miklós Társaságot  (rövidítve: BMT) 1925. április 2-án Asztalos Miklós és Szász Béla alakította meg. A BMT politikamentességet hirdetett. Az 1920-as évek konszolidálódott politikai, gazdasági, társadalmi viszonyai között kívánta egybegyűjteni az egyetemi elit fiatalokat. Célja: „… a fiatal nemzedék hazaszeretetének, hazafias gondolkodásának ébrentartása”. Tagsági feltétel: „tudományos vagy irodalmi értékű munkák megalkotása”. Szeptemberben megjelentették Évkönyvüket. Kezdetben szerény keretek között, zártkörűen, elfogadott alapszabály nélkül működött a Társaság. A vitaesteken fokozatosan előtérbe került a szociális problémák iránti érdeklődés. Elkezdtek foglalkozni a szegényparasztság helyzetével, a földreform kérdésével is.

## Működése
Erdődi Lajos 1926-ban dicsérettel fejezte be egyetemi tanulmányait. Novemberben megkapta diplomáját és megkezdte ügyvédi gyakornokságát. Fábián Dániel októberben szerezte meg orvosi diplomáját és a budapesti Bethesda Kórházban kezdett el dolgozni. Decemberben Könyves Tóth Kálmán és Szász Béla megkeresésére mindketten csatlakoztak a Bartha Miklós Társasághoz. Belépésük nagy nyereség volt a BMT számára. Azonnal nagy lelkesedéssel vettek részt a Társaság gyakorlati munkájában.
A Bartha Miklós Társaság 1927 elejétől határozottan és világosan Ady Endre, Móricz Zsigmond, Szabó Dezső nyomdokain folytatta munkáját. A BMT ifjúsága elfogadta elődeik eszméit, mivel ők érzékelték a legpontosabban a magyarság megmentésének igazi, hosszú távon biztos megoldását. Vallották, a magyarság megmentő ereje a parasztság, tehát ezt a réteget kell felemelni. Elkerülhetetlen a földreform, a szegény népréteg szociális helyzetének javítása, oktatása, jogvédelme. Mindezt nemzeti alapon kívánták megvalósítani.
A BMT vezetősége Fábián Dániel ügyvezető elnök és Erdődi Lajos főtitkár irányításával erős és hatékony szervezetté kívánta kiépíteni a Társaságot. Növelték a taglétszámot (300 fő), jóváhagyásra került az Alapszabályuk is.
Azok a fiatal értelmiségiek, akik hasonló szellemben gondolkodtak, itt kaptak lehetőséget nézeteik, kutatásaik, műveik, programjuk bemutatására. A népszerű vitaesteken lehetőség volt a politikai, társadalmi kérdések megismerésére, megvitatására.
A BMT bizottságaiban a tagok érdeklődésének megfelelően folyt a szakmai munka. A Szociálpolitikai Bizottság Szatmári Sándor vezetésével, a Tudományos Bizottság Rados K. Béla irányításával működött. A Művészeti Bizottságban részt vett Kodály Zoltán, Halmos Béla. Működött közgazdasági, ifjúsági bizottság is. Az Irodalmi Szakosztályt Szigethy Endre vezette. Munkájuk jelentős eredménye a „népi írók” mozgalmának elindítása. Németh László, Féja Géza, Erdélyi József, Kodolányi János, Simon Andor, József Attila, Illyés Gyula itt, a BMT-ben mutatták be műveiket és azokon keresztül erősödött fel a Társaság „parasztorientációja”. Igen erőteljes és hatékony munkát végzett a Falubizottság. A BMT elméleti és gyakorlati agrárprogramjának kidolgozásában döntő szerepe volt Kodolányi Jánosnak, Őrsy Attilának, Erdődi Lajosnak, Fábián Dánielnek, József Attilának. A gondolataikat 1930-ban Fábián Dániel fogalmazta meg, melyet József Attila öntött végső formába. A „Ki a faluba!” című röpirat három fő témakörrel foglalkozott: faji és nemzetiségi kérdés; néptani, néprajzi gyűjtés; művelődési, társadalmi tanulmányok.
A BMT nagy gondot fordított arra, hogy megismertesse az ott folyó munkát a társadalom szélesebb köreivel is, ráirányítsa a figyelmet a legfőbb problémákra, annak sürgős, mielőbbi megoldására. Erdődi Lajos ebben a szervező, propagandamunkában vállalt kivételesen nagy szerepet. Az ő agilitása, szenvedélyes meggyőzőereje, jó kapcsolatteremtő- és szervezőkészsége következtében megnövekedett a Társaság népszerűsége, emelkedett tevékenységük színvonala. Publikációkat jelentettek meg a legkülönfélébb lapokban. 1929 őszétől jelent meg saját lapjuk, az Új Magyar Föld. Ennek szerkesztésében és terjesztésében is élen járt Erdődi Lajos. Írásai, előadásai elsősorban a földbirtokreformmal voltak kapcsolatosak (Népjóléti közigazgatás, A parasztság felemelésének útja, Földreform Európában, A Nemzetek Szövetségének egészségügyi és szociális tevékenysége 1920-1926).
A BMT rendezvényei színvonalas, országos jelentőségű tömegrendezvények voltak. A Társaság nagy erőpróbája volt az 1927. május 21-én megrendezett Móricz Zsigmond emlékünnepség. A rendezőbizottság főtitkára Erdődi Lajos volt. A Zeneakadémia nagytermében megtartott ünnepségen Fábián Dániel üdvözölte a megjelent jeles írót.
1928. május 19-20-án került sor a magyar ifjúság Ady Endre ünnepségeire. Rendezők: „a diák alakulatokból delegált ezertagú bizottság, valamint a BMT vezéralakjai, közöttük Erdődi Lajos főtitkár”.
1929-ben „a Magyar Föld” est egyik leglelkesebb előkészítője. Ekkor vonultak fel majd teljes számban a későbbi „népi írók”. 1930-ban a második Ady ünnepség szervezésében is ott találjuk. Március 22-én fogadta a Társaság vezetősége az Ady családot. Másnap délelőtt 11 órakor leplezték le az Ady-síremléket. „A BMT nevében Erdődi Lajos és Menyhárt Pál helyezte el a kegyelet koszorúját” (Fábián Dániel visszaemlékezései).
Említést érdemelhet, hogy a társaság a működése alatt az ifjúsági parlamentek szervezésében is tevékenyen részt vett. Nem jelentett kis feladatot a BMT közgyűléseinek, országos kongresszusának megszervezése sem. Munkájukról többször elismerően nyilatkozott Bajcsy-Zsilinszky Endre és Pethő Sándor is.

## Megszűnése
A BMT néhány éves fellendülés után meggyengült; tagjainak jelentős része fokozatosan hagyta el a Társaságot. 
Az 1929-ben kezdődő gazdasági válság hatására megélénkült a politikai élet is. A BMT-n belül megjelentek a szélsőbaloldali és jobboldali irányzatok és azok képviselői. A közöttük keletkezett eszmei, elméleti ellentétek, zavarok – valamint a hatalom indokolatlan (elsősorban a földbirtokreform hívei elleni) atrocitásai, megbélyegzései (kommunisták) miatt a Társaság szétesett. Eredeti céljaikat feladva, programjaikat nem tudták megvalósítani.
Legtöbbjük új eszmeiségüknek, ideológiájuknak megfelelő szerveződésekhez, politikai pártokhoz csatlakozott. Szász Béla és követői a jobboldalon (Magyar Nemzeti Párt) folytatták tevékenységüket. Acsay László, Áfra Nagy János, Makkai Ödön, és Örsy Attila létrehozták a Wesselényi Reform Klubot. A Kommunista Párthoz csatlakoztak: Olt Károly, Kertész Dániel, Lakatos Péter Pál. Kassák Lajos, Kodolányi János, Fábián Dániel, Erdődi Lajos pedig 1930-ban beléptek a Magyarországi Szociáldemokrata Pártba (MSZDP).